# Tengboche
Tengboche - ook wel: Tyangboche of Thyangboche) - is een dorpje in de dorpscommissie Khumjung (district Solukhumbu) in het noordoosten van Nepal. Het dorpje is gesitueerd in het Nationaal park Sagarmatha en ligt aan de route voor klimmers richting de Mount Everest. Vanuit het dorp is er een panoramisch uitzicht over vele bergen van de Himalaya en is daarom geliefd door toeristen.
In het dorpje is een belangrijk boeddhistisch klooster gevestigd, dit is de grootste gompa uit de regio.

Tengboche
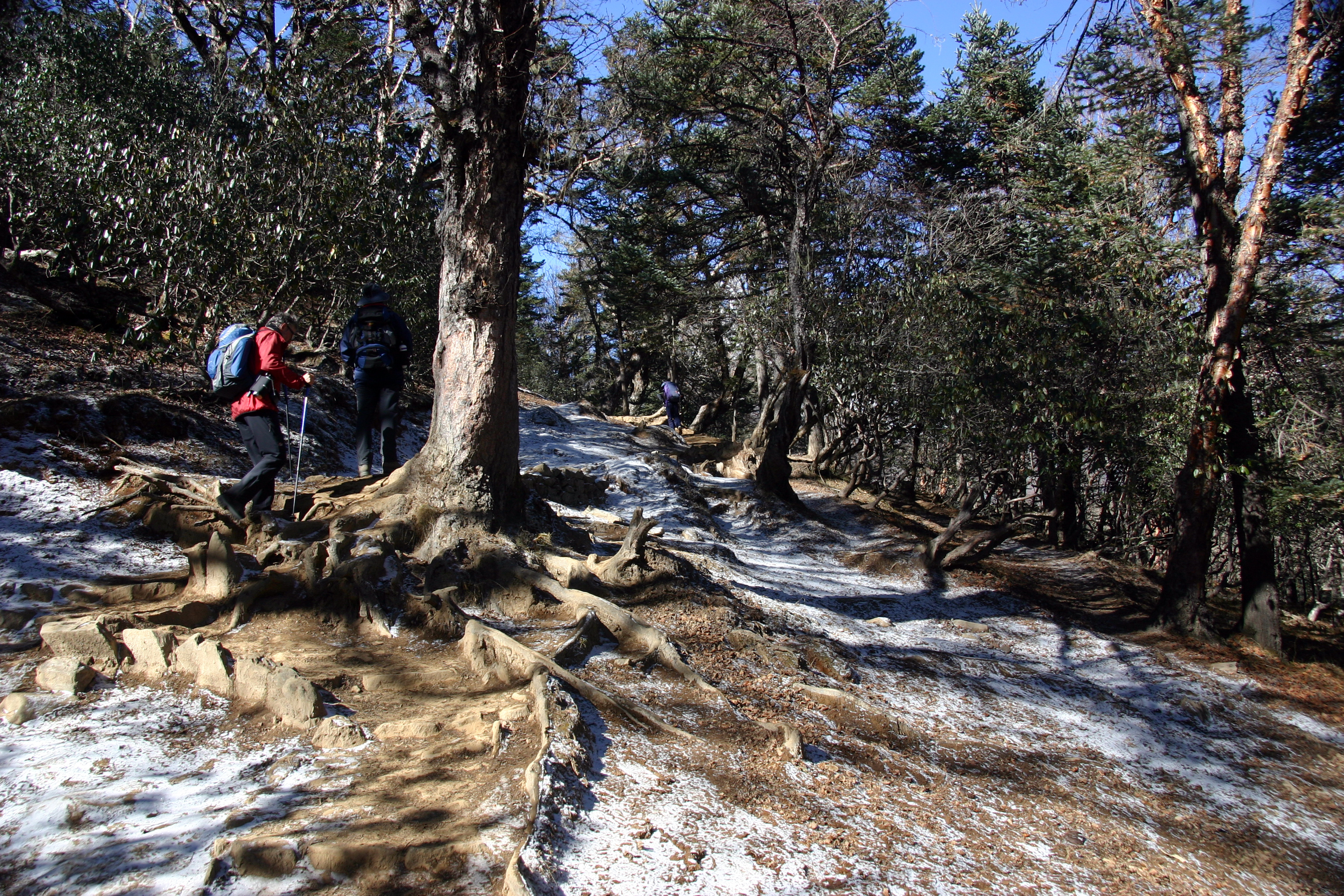
Klim naar Tengboche
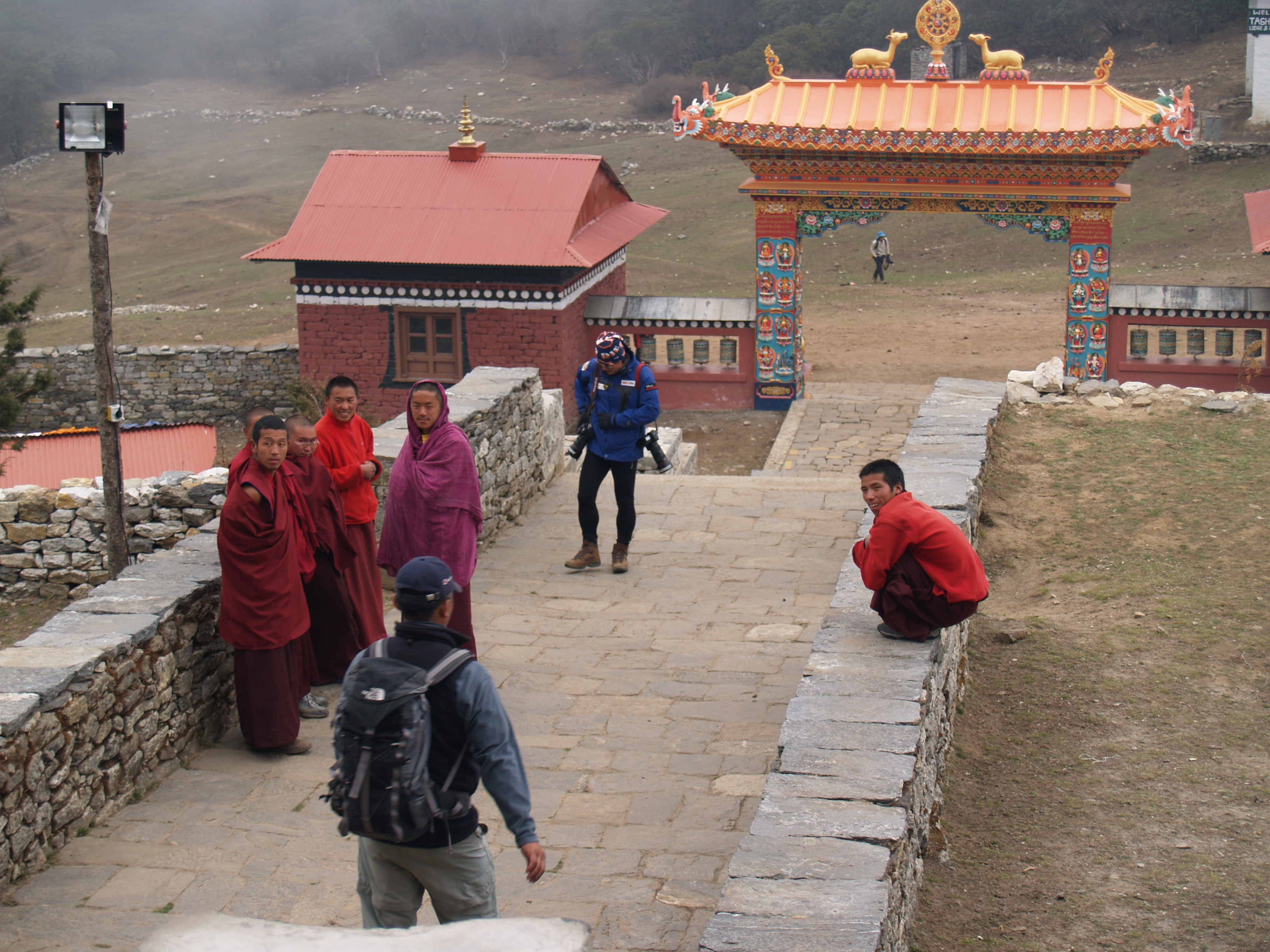
De ingang van het klooster
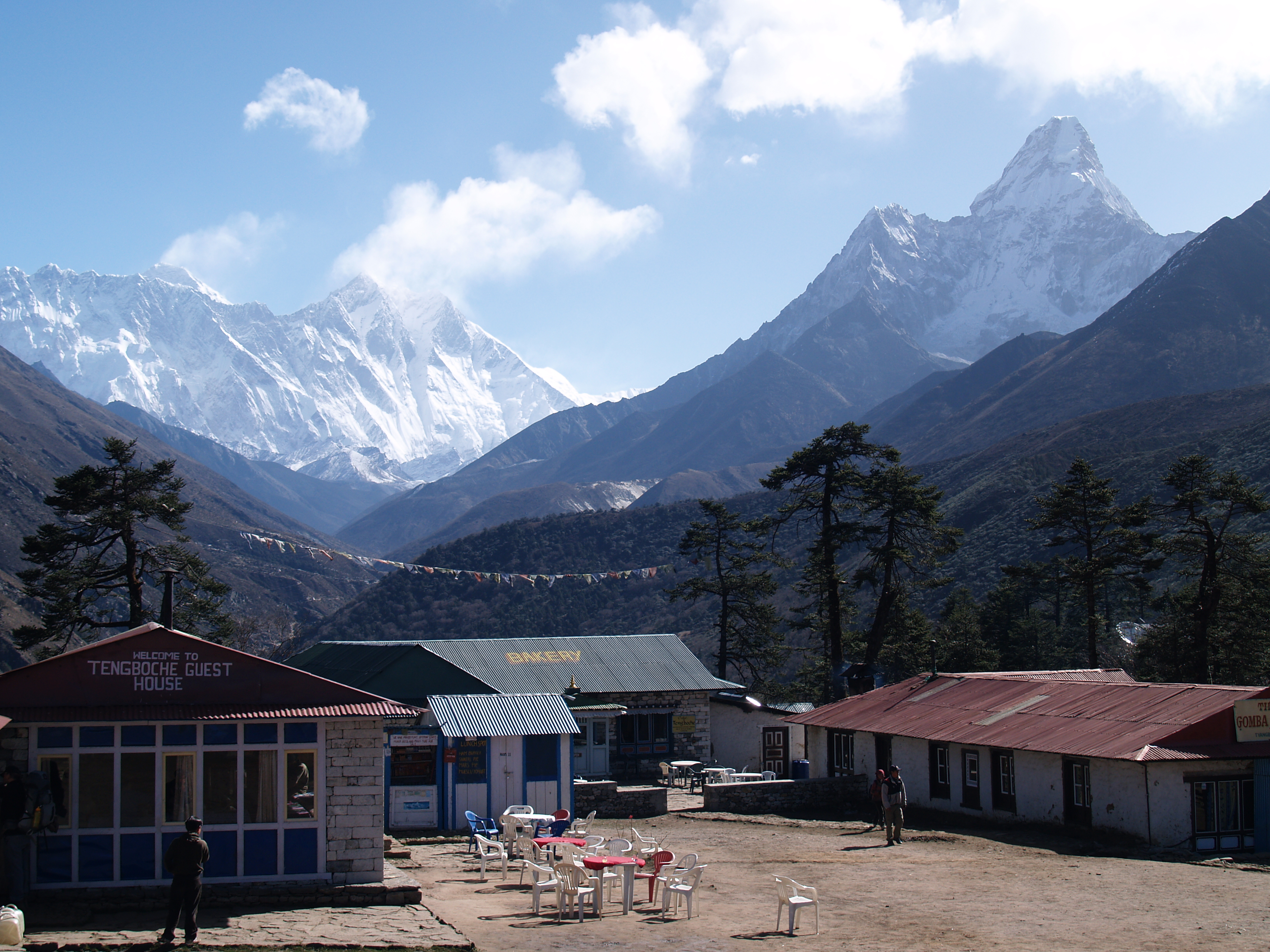
Uitzicht over de bergen, helemaal links de Mount Everest
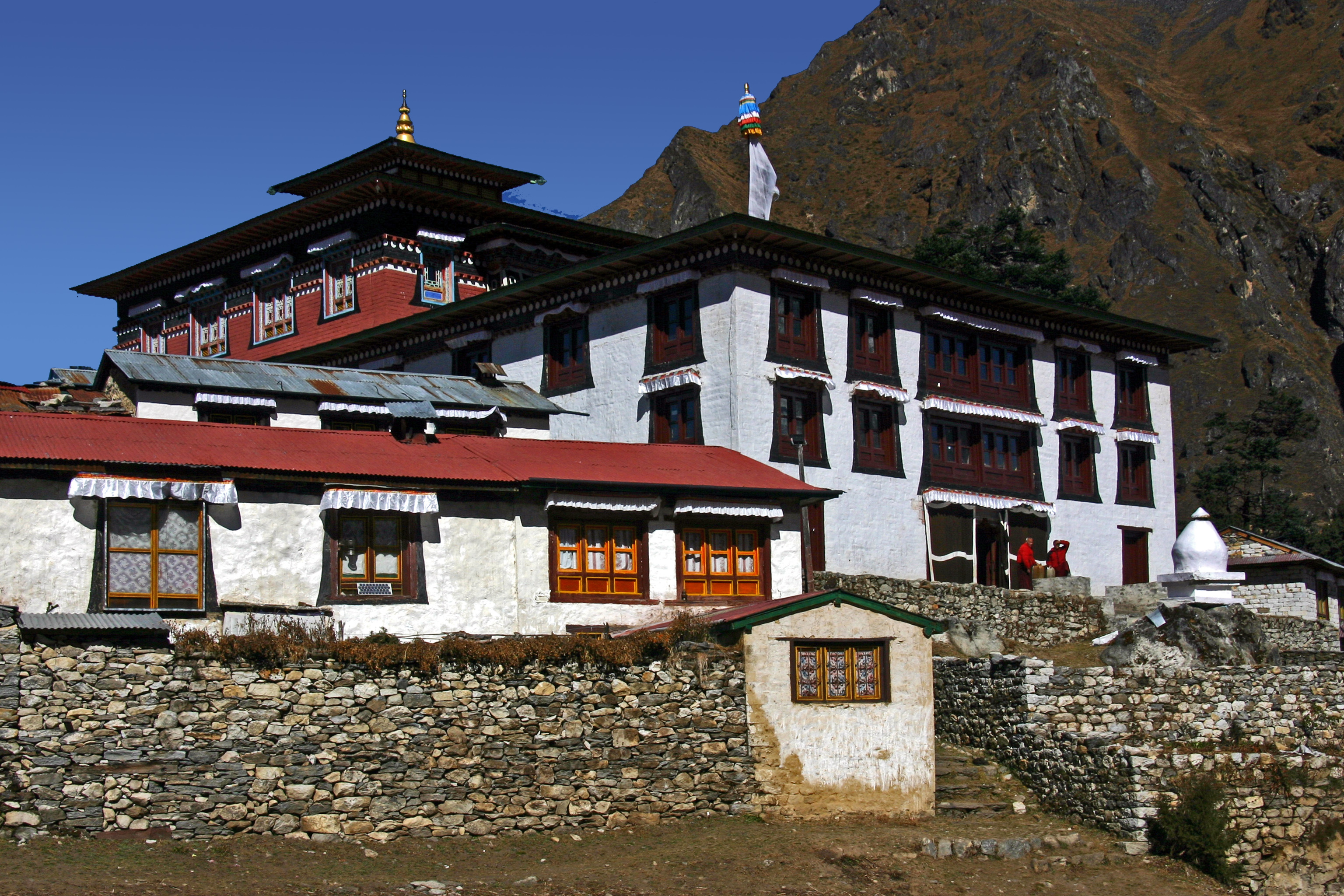
Het klooster
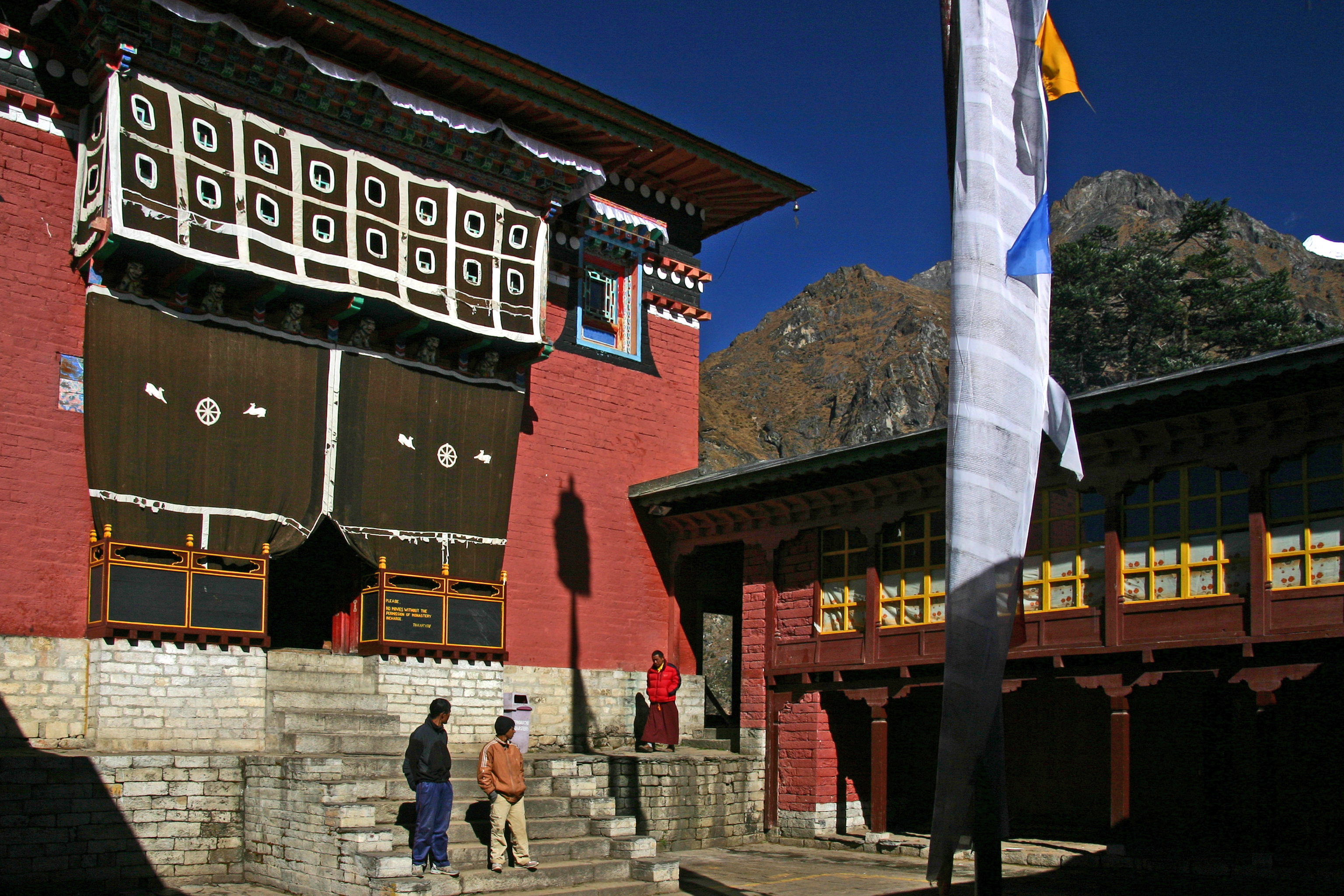
Binnenplaats van het klooster
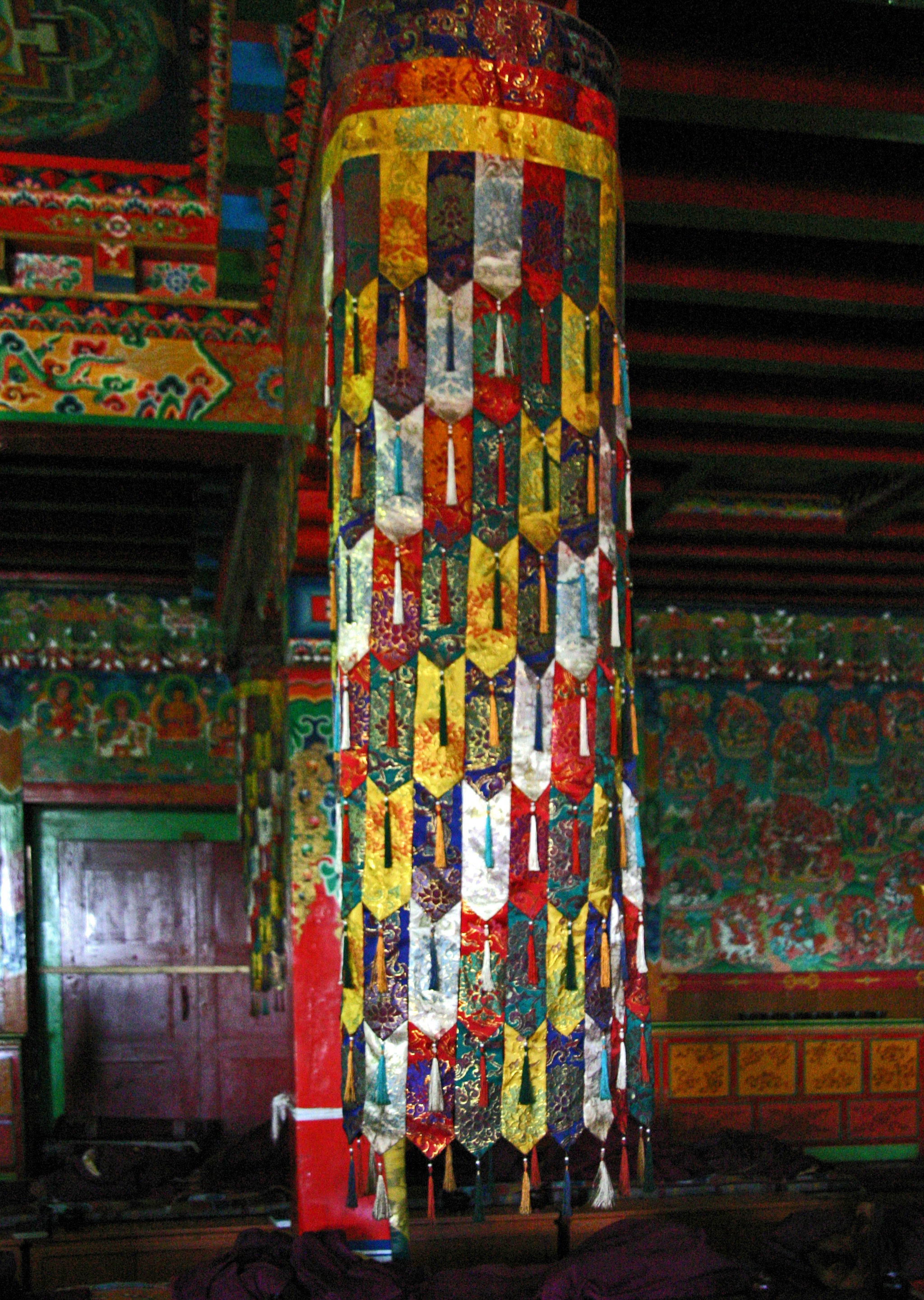
In het klooster
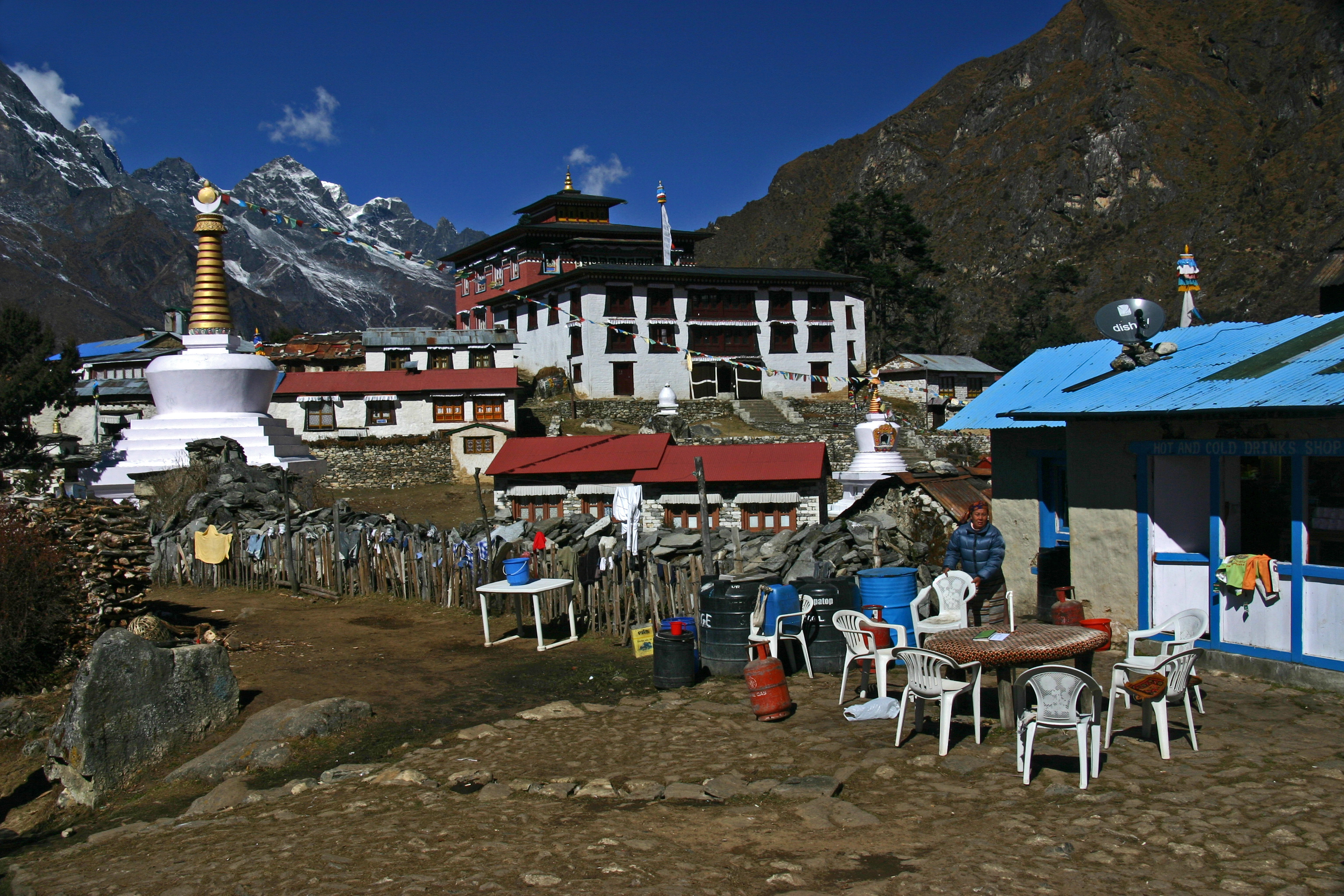
Bistro